# Мундеркінген
Мундеркінген (нім. Munderkingen) — місто в Німеччині, знаходиться в землі Баден-Вюртемберг. Підпорядковується адміністративному округу Тюбінген. Входить до складу району Альб-Дунай.
Площа — 13,08 км2. Населення становить 5430 ос. (станом на 31 грудня 2020).